# Кутно
Ку́тно (пол. Kutno) — город в центральной Польше с населением 48 тысяч жителей. Является центром Кутновского повета Лодзинского воеводства.

## География
Город расположен в северной части Лодзинского воеводства, в 20 км от географического центра Польши.
По состоянию на 1 января 2009 года площадь составляла 33,59 км².

## Климат
Климат континентальный.
Средняя температура января −3.3 °C, июля +18.4 °C. В среднем выпадает 550 мм осадков в год. Основное количество осадков приходится на летний период, наименьшее количество осадков выпадает в зимние месяцы и в марте.

## История
Кутно имеет долгую историю. По одной из версий, происхождение города относится к середине XVII века.
Во время немецкого вторжения в Польшу в сентябре 1939 года польская армия, возглавляемая генералом Тадеушем Кутшебой, объединившись с остатками армии «Поможе» (Поморье) под командованием генерала Владислава Бортновского (1891—1966), нанесла удар по тылам 8-й немецкой армии, рвущейся к Варшаве. В результате командованию немецких войск пришлось пересмотреть план дальнейших действий: наступление 8-й и 10-й армии Вермахта было приостановлено. Сопротивление польских войск, оказавшихся в окружении, продолжалось до 22 сентября.
В городе, на территории сахарного завода «Констанция» в период с 1940 года по 1942 действовало гетто, узниками которого было до восьми тысяч человек. Подавляющее большинство из них были убиты.

## Известные жители
- Шиллер, Стефан (1857—1933) — польский архитектор.